# Kilmovee
Kilmovee est un village du Comté de Mayo dans la province de Connacht en Irlande.
En 2022, 1975 personnes vivent dans le village.

## Localisation
Le village est situé à 15 min de l'aéroport de Knock et à 20 min du Sanctuaire de Notre-Dame de Knock.

## Origine du nom
Kilmovee tire son nom de l'irlandais « Cill Moibhi » qui signifie « L'Église de Saint Moibhi ». Moibhi était un Saint du VIe siècle connu sous le surnom de « Moibhi the Teacher » soit « Moibhi le Professeur ».

## Lieux historiques et archéologiques

### Cashel
Kilmovee est un village avec plusieurs monuments historiques comme les cashel dont un est le plus important de la province de Connacht.

### The Three Wells
« The Three Wells » (en français : « Les Trois Puits ») est un lieu sacré du village. La légende raconte que de l'eau a jailli de ces puits lorsque Saint Moibhi a frappé le sol avec son bâton alors qu'il n'avait pas d'eau pour baptiser la population locale. 
Une pierre recouverte d'inscriptions en alphabet ogham trouvée dans un mur de Kilmovee est posée à côté des trois puits.

## Sport
L'équipe locale de football gaélique est appelée Kilmovee Shamrocks (en) (« Les Trèfles de Kilmovee ») et se composent de joueurs des villages de Kilmovee et de Kilkelly.